# Porta di San Michele (Grosseto)
La Porta di San Michele era una porta che si apriva lungo il tratto occidentale del tracciato medievale delle mura di Grosseto.
La porta fu demolita nella metà del XVI secolo durante i lavori per l'edificazione delle mura medicee e sorgeva nel punto dove venne realizzato il bastione Molino a Vento, allora denominato "baluardo di San Michele".

## Storia
La porta fu costruita durante i lavori di realizzazione della cinta muraria medievale alla fine del XIII secolo, nei pressi della chiesa di San Michele, anch'essa scomparsa, che conferì alla porta la suddetta denominazione. Durante il XIV secolo fu una delle quattro porte delle mura medievali di Grosseto – insieme a Porta Cittadina, Porta di San Pietro e Porta di Santa Lucia – e costituiva l'accesso occidentale alla città.
La Porta di San Michele fu demolita durante i lavori di ampliamento e costruzione delle nuove mura (1565-1571) volute dai Medici. Sul luogo della porta venne edificato uno dei sei bastioni del sistema fortificato mediceo, quello che allora prese il nome di baluardo di San Michele; da quel momento, la città di Grosseto avrebbe avuto un unico accesso dalla porta sud (Porta Vecchia).
La necessità di riaprire un accesso lungo la cortina occidentale delle mura fu avvertita nella prima metà del XX secolo, quattro secoli più tardi, quando il Comune di Grosseto fece aprire la Porta Corsica in direzione del mare nel 1933.

## Descrizione
Pur non esistendo prove documentarie certe, si ipotizza che la porta dovesse aprirsi lungo le mura medievali grossetane nel punto dove ha inizio il bastione Molino a Vento, dove sorge il Teatro degli Industri. Non è possibile ricostruire l'aspetto in cui si presentava la porta, anche se è ipotizzabile una certa somiglianza stilistica con l'architettura senese caratterizzante anche la Porta Vecchia e la Porta di Santa Lucia.